# Lingpo
Lingpo (kinesiska: 岭坡, 岭坡乡) är en socken i Kina. Den ligger i provinsen Hunan, i den södra delen av landet, omkring 95 kilometer söder om provinshuvudstaden Changsha. Antalet invånare är 12224. Befolkningen består av 5 981 kvinnor och 6 243 män. Barn under 15 år utgör 20,0 %, vuxna 15-64 år 67 %, och äldre över 65 år 11,0 %.
Genomsnittlig årsnederbörd är 1 770 millimeter. Den regnigaste månaden är maj, med i genomsnitt 314 mm nederbörd, och den torraste är oktober, med 35 mm nederbörd.